# Kętrzyn (gromada)
Kętrzyn (do 30 VI 1960 Biedaszki) – dawna gromada, czyli najmniejsza jednostka podziału terytorialnego Polskiej Rzeczypospolitej Ludowej w latach 1954–1972.
Gromady, z gromadzkimi radami narodowymi (GRN) jako organami władzy najniższego stopnia na wsi, funkcjonowały od reformy reorganizującej administrację wiejską przeprowadzonej jesienią 1954 do momentu ich zniesienia z dniem 1 stycznia 1973, tym samym wypierając organizację gminną w latach 1954–1972.
Gromadę Kętrzyn z siedzibą GRN w mieście Kętrzynie (nie wchodzącym w jej skład) utworzono 1 lipca 1960 w powiecie kętrzyńskim w woj. olsztyńskim w związku z przeniesieniem siedziby GRN gromady Biedaszki z Biedaszek do Kętrzyna i zmianą nazwy jednostki na gromada Kętrzyn.
30 czerwca 1968 do gromady Kętrzyn włączono: a) wsie Stara Różanka oraz przysiółek Szaty Małe ze zniesionej gromady Nowa Różanka; b) wsie Mała Nowa Wieś i Wajsznory, PGR-y Głobie, Sławkowo i Windykajmy, przysiółki Brzeźnica i Jurki, leśniczówkę Borek oraz strażnicę LOK Wilamowo z gromady Kruszewiec – w tymże powiecie.
22 grudnia 1971 do gromady Kętrzyn włączono miejscowości Bałowo, Godzikowo, Koczrki, Langanki, Nakomiady, Paganowo, Paganówko, Przeczniak, Salpik, Salpik Dolny, Salpik Średni, Sykstyny, Ugiertowo i Zalesie Kętrzyńskie ze zniesionej gromady Nakomiady w tymże powiecie.
Gromada przetrwała do końca 1972 roku, czyli do kolejnej reformy gminnej. 1 stycznia 1973 w powiecie kętrzyńskim utworzono gminę Kętrzyn.